# Anton Liste
Anton Liste est un compositeur allemand né le 14 avril 1772 à Hildesheim et mort le 31 juillet 1832 à Zurich.

## Biographie
Anton Heinrich Liste naît le 14 avril 1772 à Hildesheim (aujourd'hui en Basse-Saxe),.
Il est le fils de Carl Joseph Liste, organiste à la cathédrale de Hildesheim et compositeur, qui lui donne ses premières leçons de musique,.
Entre 1789 et 1792, Anton Liste étudie à Vienne, auprès de Johann Georg Albrechtsberger, puis devient à partir de 1793 maître de musique chez le comte de Westphalie Clemens August, avant de s'installer en Suisse en 1804. Il s'établit à Zurich, où sur la recommandation de Hans Georg Nägeli il est nommé directeur musical de la Société générale de musique, poste qu'il occupe jusqu'en 1807,.
Il mène dans la cité helvète une carrière de chef d'orchestre, pianiste virtuose, professeur de piano et de chant, et connaît le succès dès 1806 avec un chœur mixte qu'il a fondé, appelé à partir de 1818 « Institut de chant Liste », avec lequel il monte des oratorios de Haendel et Haydn ainsi que des opéras de Mozart, Rossini et Weber,.
Franc-maçon actif, Liste compose une cantate pour la réouverture de la loge de Zurich en 1811. Il est nommé membre d'honneur de la Société générale de musique en 1819.
Comme compositeur, il est principalement l'auteur de lieder, d'œuvres chorales et de sonates pour piano inspirées de Beethoven. Stylistiquement, Anton Liste s'inscrit dans la lignée du compositeur viennois et montre un penchant pour l'expérimentation : sa Sonate pour piano en sol majeur, par exemple, est construite en un seul mouvement, tandis que sa Sonate pour duo de piano, op. 2, se termine par une fugue. On peut également citer le mouvement lent de sa Sonate pour basson, op. 3, où il se passe complètement des barres de mesure.
Liste meurt le 31 juillet 1832 à Zurich,.
Plusieurs de ses œuvres ont été publiées par H.G. Nägeli. De son temps, sa musique est appréciée, recevant notamment de fréquentes critiques favorables dans l'Allgemeine musikalische Zeitung.

## Œuvres
Parmi les compositions d'Anton Liste figurent : 

### Musique vocale
- 12 Maurergesänge, pour ténor et basse, op. 9 ; pour chœur TTBB et piano, op. 5 (Zurich, 1811-1812) ;
- Miriam und Deborah, pour 2 sopranos et orchestre, op. 44, (1818) ;
- 6 lieder pour voix et piano, op. 17 (Bonn, 1828) ;
- Sehnsucht nach dem Righi, pour voix et piano (Munich, 1825) ;
- 6 Kriegslieder, pour chœur TTBB ; Das Lied vom Zeitgeiste, pour chœur TTBB avec piano ad libitum.

### Musique symphonique
- Concerto pour piano, vers 1812, perdu ;
- Sinfonie quasi fantasia mit Fuge, vers 1818, perdu ;
- Concerto pour piano, op. 13 (Leipzig, vers 1822).

### Musique instrumentale
- Deux sonates pour piano, en sol et en mi bémol (Zurich, 1804) ;
- Sonate pour basson et piano, op. 3, 1807 (édition moderne par William Waterhouse, Vienne, 1994) ;
- Sonate pour duo de piano, op. 2 (Leipzig, vers 1808) ;
- Sonate pour piano, op. 6 (Leipzig, 1815) ;
- 3 Pièces caractéristiques, op. 10 (Leipzig, 1823).